# تافرطة (تادرت)
تافرطة هي إحدى مشيخات المملكة المغربية، تتبع جغرافيا لإقليم جرسيف وإداريًا لتادرت. يقدر عدد سكانها بـ 9 نسمة حسب الإحصاء الرسمي للسكان والسكنى لسنة 2004.